# Stronger (Kanye-West-Lied)
Stronger ist ein Lied des US-amerikanischen Rappers Kanye West. Das Stück erschien am 31. Juli 2007 als zweite Singleauskopplung seines dritten Studioalbums Graduation. Es erreichte in zahlreichen Ländern hohe Chartplatzierungen, erhielt einen Grammy für die „beste Rap-Solodarbietung“ und wurde von den Magazinen Rolling Stone und Spin als bestes Lied des Jahres 2007 ausgezeichnet.

## Entstehung
Das Lied wurde von Kanye West in Zusammenarbeit mit Mike Dean produziert. Ein Snippet des Stücks wurde bereits am 27. Mai 2007 als Bestandteil des Mixtapes Can't Tell Me Nothing veröffentlicht.
Als Grundlage der Produktion wurden Vocals der French-House-Band Daft Punk verwendet. Es handelt sich hierbei um das 2001 erschienene Projekt Harder, Better, Faster, Stronger, geschrieben von Thomas Bangalter und Guy-Manuel de Homem-Christo. Das Management von Kanye West stellte eine Anfrage an den Manager Pedro Winter von Daft Punk. Das Sampling des Liedes wurde schließlich genehmigt. In einem späteren Interview bewerteten die Bandmitglieder den Entstehungsprozess als positiv. So habe die gesampelte Version den Bandmitgliedern gut gefallen. Sie sagten dazu: „Hip-Hop war schon immer spannend und interessant für uns“. In einem anderen Interview mit Billboard sagten sie, dass „unser Lied einen guten Sound hatte, aber wenn [der Radio-DJ] Kanye's Platte auflegt, war der Sound ziemlich fett. Es klingt echt krass.“ Später nahm Kanye West am Rande des Lollapalooza-Festival direkten Kontakt zu den beiden Bandmitgliedern auf.
Das Original Harder, Better, Faster, Stronger von Daft Punk basiert wiederum auf einem überarbeiteten Instrumental von Cola Bottle Baby. Es wurde 1979 von Edwin Birdsong geschrieben.
Das Lied wurde in den Sony Music Studios (New York City), Ape Sounds (Tokio) und Record Plant (Los Angeles) aufgenommen. Bei der Produktion arbeitete West mit 8 Toningenieuren und 11 Tonmixern zusammen. So entstanden insgesamt 50 Versionen der Platte. Das Mastering wurde durch Manny Marroquin vorgenommen.

## Cover
Das Cover der Single wurde am 28. Juni 2007 auf der Website bereitgestellt. Es wurde vom japanischen Bildenden Künstler Takashi Murakami entworfen, der auch am Cover des Albums Graduation beteiligt war.
Auf dem Cover ist ein Cartoon zu sehen. Es ist der Dropout Bear dargestellt, welches ein Markenzeichen von West ist. Er trägt eine Sonnenbrille, die ähnlich zu der von West getragenen aus dem Musikvideo ist. Zudem sind Roboterhelme in Anlehnung an die Musiker Thomas Bangalter und Guy-Manuel de Homem-Christo von Daft Punk dargestellt.

## Musikvideo
Das Musikvideo entstand unter der Leitung vom Filmemacher Hype Williams. Drehorte waren unter anderem Tokio und New York City. Kanye West trägt dabei eine weiße Sonnenbrille. Die beiden Roboter werden von Peter Hurteau und Michael Reich gespielt, die bereits im Film Daft Punk’s Electroma die Rolle der Bandmitglieder übernahmen. Die R&B-Sängerin Casandra Ventura übernahm eine Hauptrolle.

## Kommerzieller Erfolg

### Chartplatzierungen
Stronger erreichte am 11. August 2007 zunächst Platz 47 der Billboard Hot 100. Das Lied hielt sich über mehrere Wochen hinweg in den Charts und erreichte schließlich am 29. September 2007 den ersten Platz der Single-Charts, wo es sich eine Woche halten konnte. Nach Slow Jamz und Gold Digger war es die dritte Single von Kanye West, die sich auf Platz eins der Billboard Hot 100 platzieren konnte.
| ChartsChartplatzierungen       | Höchstplatzierung | Wochen |
| ------------------------------ | ----------------- | ------ |
| Deutschland (GfK)              | 17 (18 Wo.)       | 18     |
| Österreich (Ö3)                | 22 (22 Wo.)       | 22     |
| Schweiz (IFPI)                 | 18 (31 Wo.)       | 31     |
| Vereinigte Staaten (Billboard) | 1 (27 Wo.)        | 27     |
| Vereinigtes Königreich (OCC)   | 1 (39 Wo.)        | 39     |

| ChartsJahrescharts (2007)      | Platzierung |
| ------------------------------ | ----------- |
| Deutschland (GfK)              | 80          |
| Schweiz (IFPI)                 | 74          |
| Vereinigte Staaten (Billboard) | 27          |
| Vereinigtes Königreich (OCC)   | 19          |

| ChartsJahrescharts (2000–2009) | Platzierung |
| ------------------------------ | ----------- |
| Vereinigte Staaten (Billboard) | 91          |

### Auszeichnungen für Musikverkäufe
| Land/Region                  | Auszeichnungen für Musikverkäufe (Land/Region, Auszeichnung, Verkäufe) | Verkäufe   |
| ---------------------------- | ---------------------------------------------------------------------- | ---------- |
| Australien (ARIA)            | 8× Platin                                                              | 560.000    |
| Brasilien (PMB)              | 2× Platin                                                              | 120.000    |
| Dänemark (IFPI)              | 2× Platin                                                              | 180.000    |
| Deutschland (BVMI)           | 5× Gold                                                                | 750.000    |
| Italien (FIMI)               | 2× Platin                                                              | 100.000    |
| Kanada (MC)                  | —                                                                      | 152.000    |
| Neuseeland (RMNZ)            | 5× Platin                                                              | 150.000    |
| Spanien (Promusicae)         | Platin                                                                 | 60.000     |
| Vereinigte Staaten (RIAA)    | Diamant + Platin · + Platin (Mastertone)                               | 12.000.000 |
| Vereinigtes Königreich (BPI) | 4× Platin                                                              | 2.400.000  |
| Insgesamt                    | 1× Gold · 28× Platin · 1× Diamant ·                                    | 16.472.000 |

Hauptartikel: Kanye West/Auszeichnungen für Musikverkäufe